# Lebina
Lebina (cyr. Лебина) – wieś w Serbii, w okręgu pomorawskim, w gminie Paraćin. W 2011 roku liczyła 583 mieszkańców.